# Tkiboeli (gemeente)
Tkiboeli (Georgisch: ტყიბულის მუნიციპალიტეტი, Tkiboelis moenitsipaliteti) is een gemeente in het westen van Georgië met 15.755 inwoners (2024), gelegen in de regio (mchare) Imereti. De gemeente heeft een oppervlakte van 478,8 km² en in het Okriba heuvelland ligt aan de voet van het Ratsjagebergte. De gelijknamige stad is het bestuurlijk centrum van de gemeente Tkiboeli, die staat bekend om de steenkoolwinning en de theeplantages.

## Geschiedenis

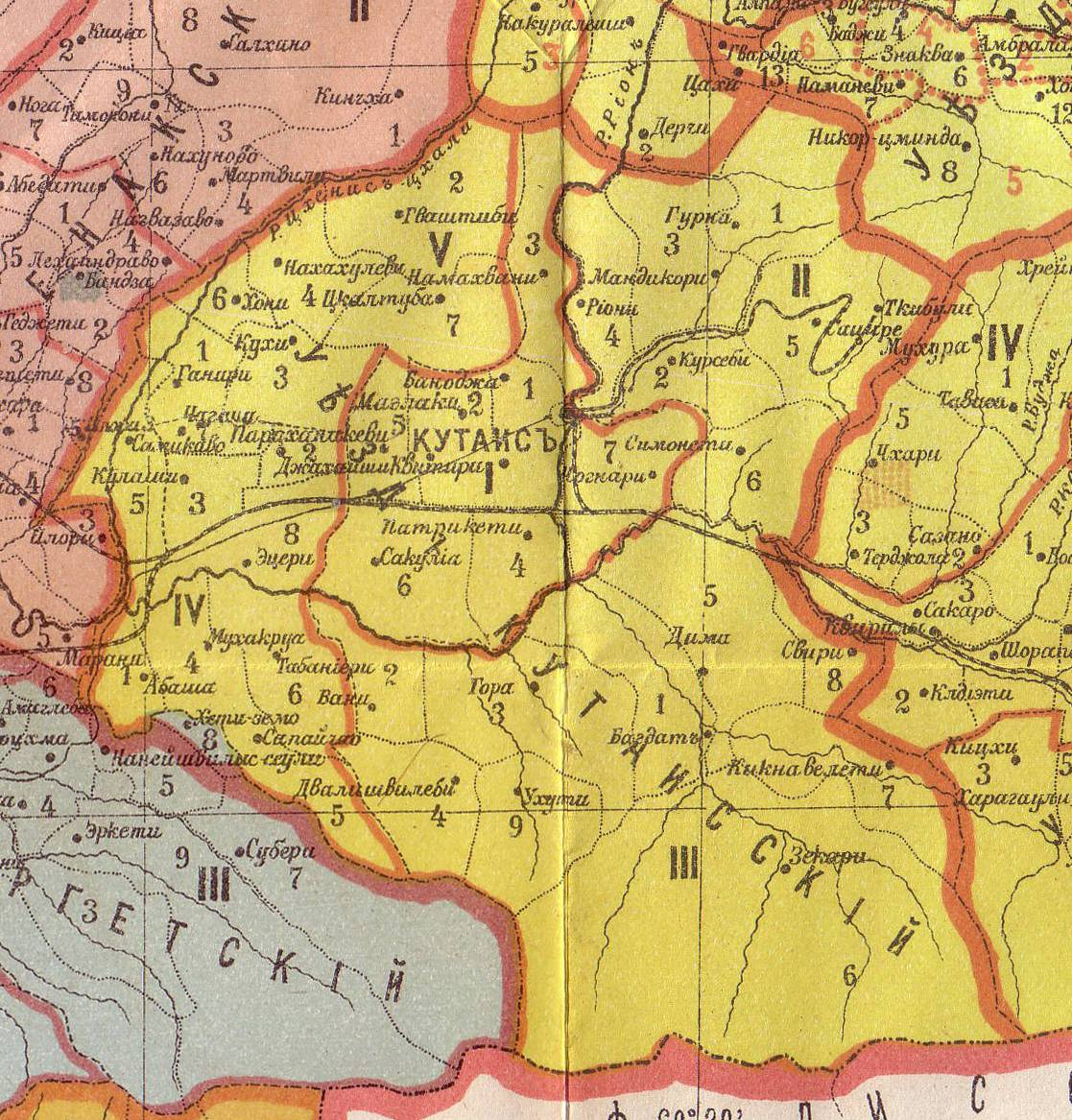
Oejezd Koetais in 1886 (II oetsjastok Tkiboeli)

Het gebied van het hedendaagse Tkiboeli is net als omliggende gebieden al sinds de oudheid bewoond en er zijn vondsten uit het middenpaleolithicum en de steentijd gedaan. Het gebied komt ongeveer overeen met het historische Okriba, een van  militaire districten van het koninkrijk Imeretië. Na het uiteenvallen van het Georgië in de 15e eeuw lag het gebied van Tsjiatoera in het koninkrijk Imeretië dat door zowel het Ottomaanse Rijk als Safavidisch Perzië werd bevochten. Door de Vrede van Amasya in 1555 kwam Okriba in Ottomaans gecontroleerd gebied te liggen. Vanaf de 18e eeuw verloren de Turken het gezag in het gebied.

### Russisch gezag
In 1810 werd Imeretië door het Russisch Rijk geannexeerd en werd de Russische bestuurlijke indeling geadopteerd. Het vorstendom Imeretië werd Oblast Imeretië, dat in 1840 opgenomen werd in het gouvernement Georgië-Imeretië dat geheel Georgië besloeg. In 1846 werden oost- en west-Georgië weer gescheiden en werd het gebied van Tkiboeli bestuurlijk ingedeeld bij het okroeg/oejezd Koetais van het gouvernement Koetais. Hierbinnen werd Tkiboeli een van de vijf gemeentelijk districten, het oetsjastok Tkviboeli (Russisch: Тквибульскій участок, Tkviboelskí oetsjastok), met de nederzetting Tkiboeli als centrum, waarmee de contouren van de moderne gemeente geschapen werden. De vondst van grote steenkoolvoorraden in 1825 in Tkiboeli betekende vanaf de tweede helft van de 19e eeuw economische voorspoed, en de opening van een spoorlijn vanaf Koetaisi in 1887.

### Moderne indeling
Er volgden bestuurlijke herindelingen in de periode 1917-1930 door de tussenkomst van de Democratische Republiek Georgië en de vorming van de Sovjet-Unie. Tijdens de grote bestuurlijke hervormingen in 1929-1930 van de Georgische SSR werd de hedendaagse bestuurlijke eenheid Tkiboeli als rajon (district) Okrib (Russisch: окрибский район, Okribski rajon) opgericht. Nog in de jaren 1930 werd de naam veranderd in Tkiboeli. Na de onafhankelijkheid van Georgië werd het district in 1995 ingedeeld bij de nieuw gevormde regio (mchare) Imereti, en werd het district in 2006 omgevormd tot gemeente.

### Economie
Theeproductie was naast de mijnbouw een belangrijke economische activiteit gedurende de Sovjetjaren. Door de economische neergang in de turbulente jaren 1990 lag de theeproductie praktisch stil. Sinds 2019 is er meer dan 50 hectare theeplantage in de gemeente hersteld met de hulp van een internationaal programma. De biologische thee uit Tkiboeli wordt naar onder meer Nederland en andere landen in de Europese Unie geëxporteerd.

## Geografie

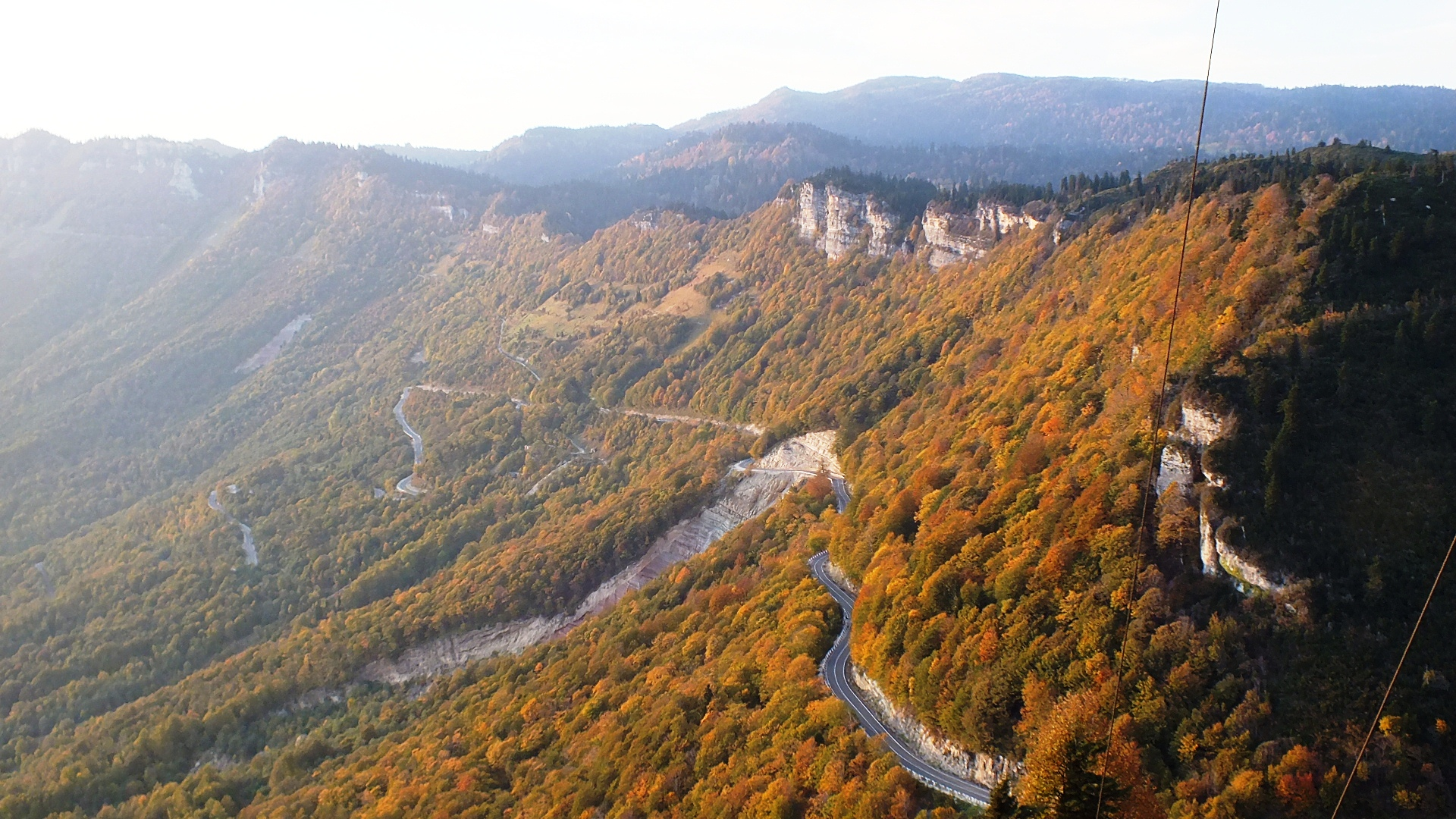
Nakerala bergrug van het Ratsjagebergte met weg naar de pas

De gemeente ligt in het noorden van de regio Imereti en grenst rondom aan vijf gemeenten. In het westen grenst de gemeente aan Tskaltoebo, in het zuidwestelijke puntje aan de regiohoofdstad Koetaisi, in het zuiden grenst het aan Terdzjola en in het oosten aan Tsjiatoera. Ten noorden ligt ten slotte Ambrolaoeri (regio Ratsja-Letsjchoemi en Kvemo Svaneti).

### Okriba
De gemeente ligt geografisch voornamelijk in het zogeheten Okriba-heuvelland, of ook wel het Noordelijke Imereti-heuvelland. Dit heuvelland is voornamelijk opgebouwd uit karstgesteentes en kent verschillende rivierkloven. Er zijn een aantal depressies en vlaktes in het gebied, waaronder de Okribadepressie waarin Tkiboeli, Achalsopeli en het Tkiboeli waterkrachtreservoir liggen dat ondergronds afvloeit. Het meest uitgesproken natuurverschijnsel is het Nakerala kalksteenmassief met 300-600 meter hoge kliffen dat aan de noordkant van de stad Tkiboeli ligt.
De Nakerala-richel ligt in de bergkam van het Ratsjagebergte dat de gemeentegrens met Ambrolaoeri en de regiogrens met Ratsja-Letsjchoemi en Kvemo Svaneti vormt. De bergkam van het Ratsjagebergte heeft ook de hoogste punten van de gemeente, tot circa 1800 meter boven zeeniveau. In het gebied zijn verschillende grotten te vinden waaronder de grotten van Tsoetschvati, een deels natuurlijk en deels door mensen uitgegraven grotcomplex van dertien verdiepingen. In deze grotten zijn archeologische vondsten gedaan van het middenpaleolithicum tot de bronstijd, met bewijs van de aanwezigheid van neanderthalers.

## Demografie
Begin 2024 telde de gemeente Tkiboeli 15.755 inwoners, een daling van ruim 24% ten opzichte van de volkstelling van 2014. Het aantal inwoners in de hoofdplaats Tkiboeli daalde met 17%.
| Bevolkingsontwikkeling van de gemeente Tkiboeli                         | Bevolkingsontwikkeling van de gemeente Tkiboeli | Bevolkingsontwikkeling van de gemeente Tkiboeli | Bevolkingsontwikkeling van de gemeente Tkiboeli | Bevolkingsontwikkeling van de gemeente Tkiboeli | Bevolkingsontwikkeling van de gemeente Tkiboeli | Bevolkingsontwikkeling van de gemeente Tkiboeli | Bevolkingsontwikkeling van de gemeente Tkiboeli | Bevolkingsontwikkeling van de gemeente Tkiboeli | Bevolkingsontwikkeling van de gemeente Tkiboeli | Bevolkingsontwikkeling van de gemeente Tkiboeli | Bevolkingsontwikkeling van de gemeente Tkiboeli |
|                                                                         | 1922                                            | 1939                                            | 1959                                            | 1970                                            | 1979                                            | 1989                                            | 2002                                            | 2014                                            | 2020                                            | 2024                                            |                                                 |
| ----------------------------------------------------------------------- | ----------------------------------------------- | ----------------------------------------------- | ----------------------------------------------- | ----------------------------------------------- | ----------------------------------------------- | ----------------------------------------------- | ----------------------------------------------- | ----------------------------------------------- | ----------------------------------------------- | ----------------------------------------------- | ----------------------------------------------- |
| Gemeente Tkiboeli                                                       | -                                               | 32.952                                          | 44.411                                          | 42.733                                          | 39.451                                          | 36.686                                          | 31.132                                          | 20.839                                          | 18.223                                          | 15.755                                          |                                                 |
| Tkiboeli (stad)                                                         | 1.842                                           | 9.202                                           | 22.702                                          | 23.153                                          | 21.821                                          | 21.867                                          | 14.464                                          | 9.770                                           | 8.995                                           | 8.130                                           |                                                 |
| Verantwoording data: Bevolkingsstatistiek Georgië 1897 tot heden. Noot: |                                                 |                                                 |                                                 |                                                 |                                                 |                                                 |                                                 |                                                 |                                                 |                                                 |                                                 |

### Etniciteit en religie
De bevolking van de gemeente was volgens de volkstelling van 2014 vrijwel geheel mono-etnisch Georgisch (99,1%). De belangrijkste etnische minderheden waren enkele tientallen Russen, Oekraïners en kleinere aantallen Armeniërs en Osseten. Vrijwel alle inwoners waren volgens de volkstelling Georgisch-Orthodox (99,2%). De enige significante religieuze minderheden waren jehova's (0,2%).

## Administratieve onderverdeling

Centrum Tkiboeli

De gemeente Tkiboeli is administratief onderverdeeld in 9 gemeenschappen (თემი, temi) met in totaal 46 dorpen (სოფელი, sopeli) en één stad (ქალაქი, kalaki), het bestuurlijk centrum Tkiboeli.

## Bestuur
De gemeenteraad van Tkiboeli (Georgisch: საკრებულო, sakreboelo) wordt elke vier jaar gekozen in een gemengd kiesstelsel. Een deel wordt via enkelvoudige kiesdistricten gekozen en een deel via evenredige vertegenwoordiging van gesloten partijlijsten, waarvoor een kiesdrempel geldt van drie procent.
| Samenstelling Sakreboelo (zetels per partij) | Samenstelling Sakreboelo (zetels per partij) | Samenstelling Sakreboelo (zetels per partij) | Samenstelling Sakreboelo (zetels per partij) | Samenstelling Sakreboelo (zetels per partij) |
| Partij                                       | Partij                                       | 2014                                         | 2017                                         | 2021                                         |
| -------------------------------------------- | -------------------------------------------- | -------------------------------------------- | -------------------------------------------- | -------------------------------------------- |
|                                              | Georgische Droom (GD)                        | 13                                           | 19                                           | 17                                           |
|                                              | Verenigde Nationale Beweging (UNM)           | 5                                            | 4                                            | 8                                            |
|                                              | Boerdzjanadze - Verenigde Oppositie          | 4                                            |                                              |                                              |
|                                              | Overige partijen                             | 3                                            | 4                                            | 2                                            |
| Totaal                                       | Totaal                                       | 25                                           | 27                                           | 27                                           |

## Bezienswaardigheden

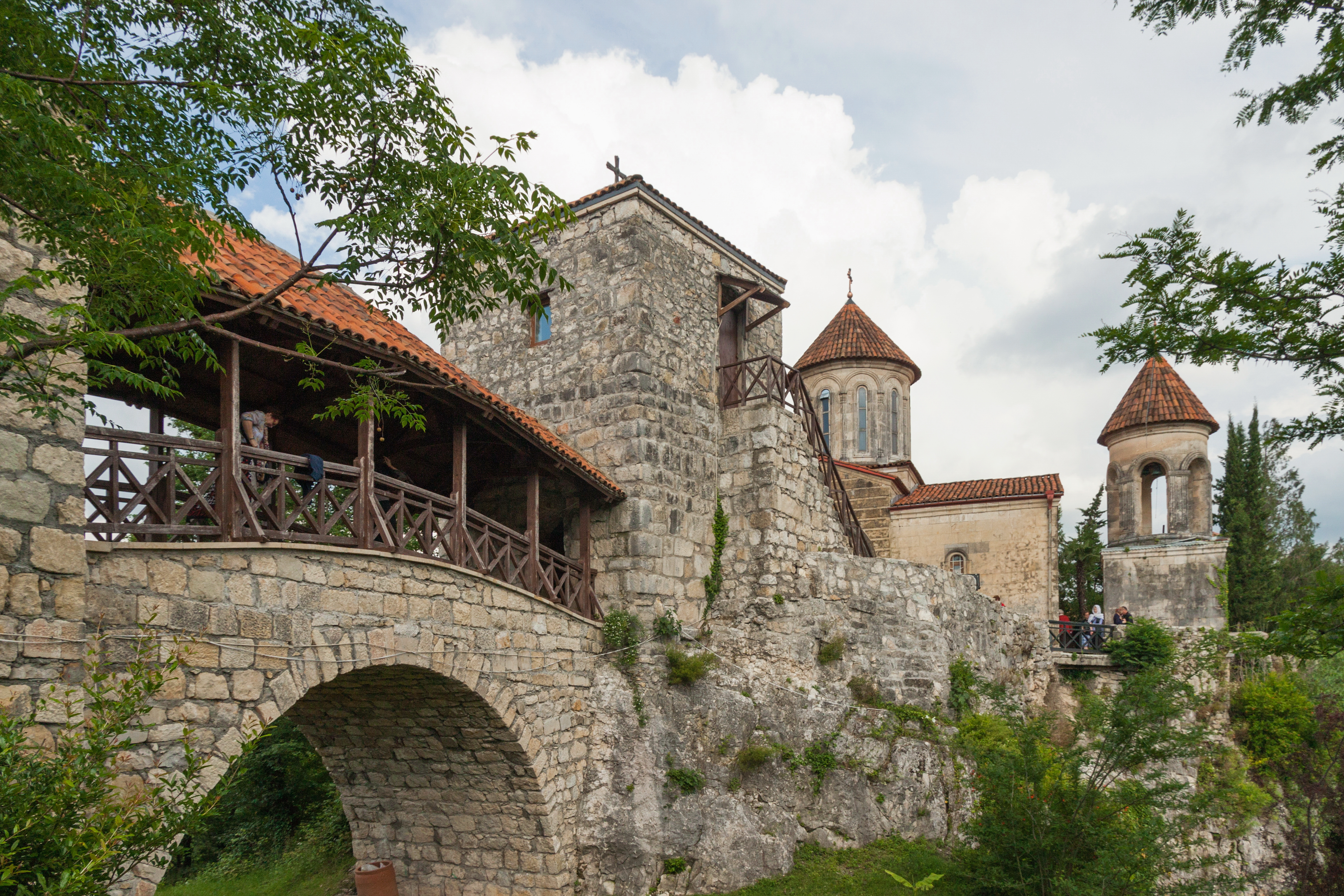
Motsametaklooster

- Het Gelatiklooster (12e eeuw) is de belangrijkste bezienswaardigheid in de gemeente en sinds 1994 door UNESCO erkend als werelderfgoed. Het klooster staat in het dorp Gelati, acht kilometer ten noordoosten van de stad Koetaisi. In de directe nabijheid staan meerdere historische en monumentale kloosters en kerken.
- Het Motsametaklooster, een paar kilometer ten zuiden van Gelati boven de kloof van de rivier Tskaltsitela, oorspronkelijk uit de 11e eeuw maar in de huidige vorm gedeeltelijk uit de 19e eeuw. Koning Bagrat IV liet hier in de 11e eeuw een kerk bouwen nadat de Arabieren in de 8e eeuw een eerdere kerk vernietigd hadden. Twee prinsen van het voormalige prinsdom Argveti, door de Arabieren vermoord, zouden hier begraven liggen. Wandschilderingen uit de late middeleeuwen.[30][31]
- Grotten van Tsoetschvati. Een grottencomplex van 13 verdiepingen in karstgesteente waar in het middenpaleolithicum neanderthalers gewoond hebben. Sinds de jaren 1970 wordt er archeologisch onderzoek verricht.[12][32]
- Moechoerawaterval. Langs de weg van Tkiboeli naar het dorp Moechoera valt een 70 meter hoge waterval vanuit grotten van de kale kalksteenwand. De grotten huisvesten verschillende soorten vleermuizen.[33][34]

## Vervoer

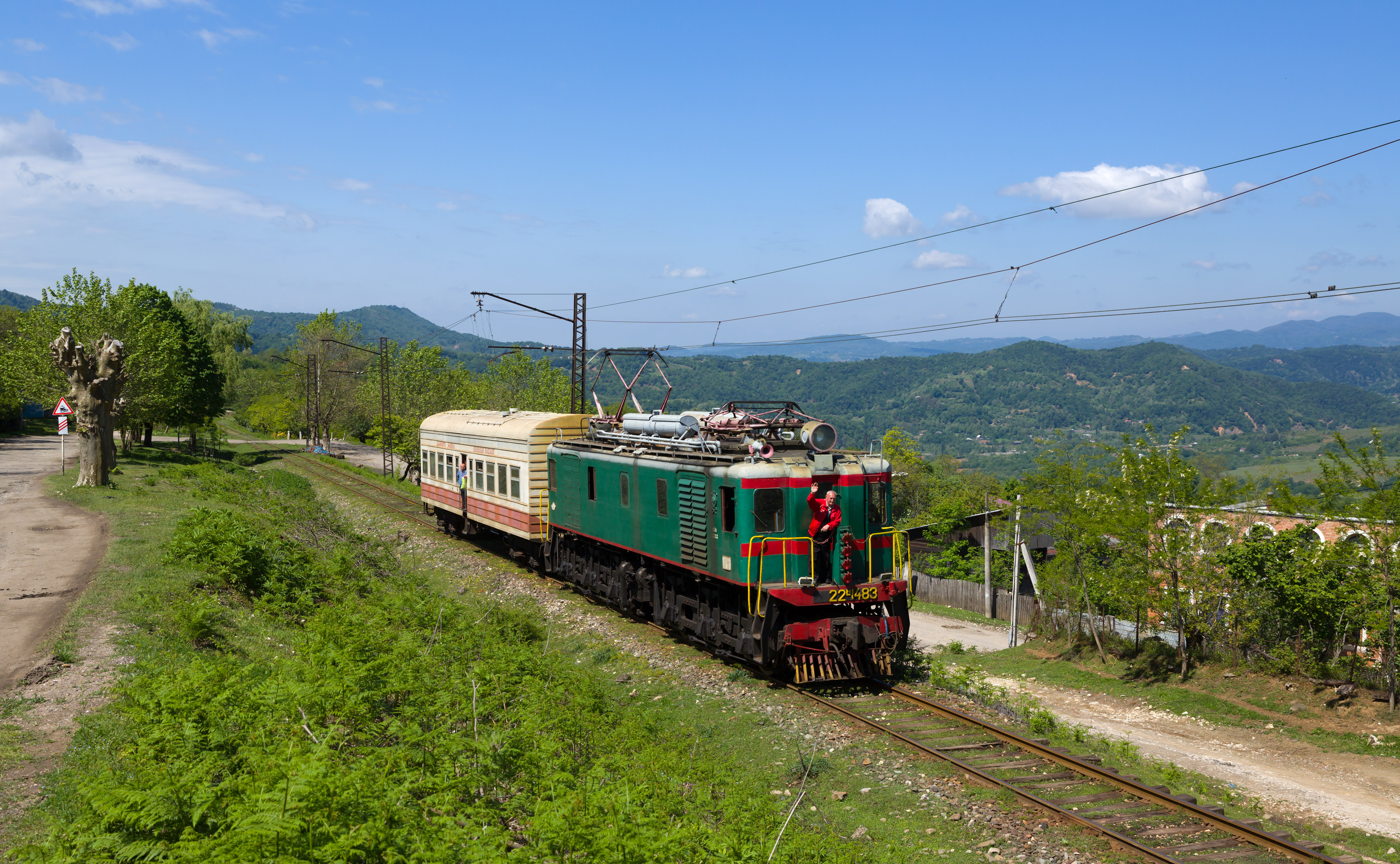
Koetaisi-Tkiboeli trein in Satsire (2015)

In Tkiboeli komen een paar belangrijke interregionale hoofdwegen samen die van belang zijn voor de verbinding van de gemeente met de rest van het land. De nationale route Sh17 (Koetaisi - Ambrolaoeri) is een belangrijkste ontsluitingsroute voor de regio Ratsja-Letsjchoemi en Kvemo Svaneti in het noorden via Tkiboeli over de 1217 meter hoge Nakeralapas langs Charistvala naar Ambrolaoeri. Vanuit Tkiboeli naar het zuiden geeft de Sh19 via Terdzjola toegang tot de autosnelweg S1 / E60. Verder is er de nationale Sh109 die vooral een gemeentelijke functie heeft en de nederzettingen in het geografische midden van de gemeente ontsluit. 
In 1887 werd Tkiboeli via het spoor met Koetaisi verbonden, maar het passagiersvervoer werd tijdens de coronapandemie in 2020 opgeschort en is sindsdien niet hervat in tegenstelling tot andere regionale lijnen.

## Geboren
- Keto Losaberidze (1949-2022), Georgische boogschutter geboren in de nederzetting Lekereti. Won de gouden medaille op de Olympische Zomerspelen van 1980 in Moskou.